# Ginger Rogers
Pour les articles homonymes, voir Rogers.
 (février 2024).
Si vous disposez d'ouvrages ou d'articles de référence ou si vous connaissez des sites web de qualité traitant du thème abordé ici, merci de compléter l'article en donnant les références utiles à sa vérifiabilité et en les liant à la section « Notes et références ».
Ginger Rogers [ˈd͡ʒɪnd͡ʒɚ ˈɹɑd͡ʒɚz] est une actrice et danseuse américaine, née le 16 juillet 1911 à Independence (Missouri) et morte le 25 avril 1995 à Rancho Mirage (Californie).
Elle forma, jusqu'à la fin des années 1940, un duo de cinéma mythique avec Fred Astaire.

## Biographie

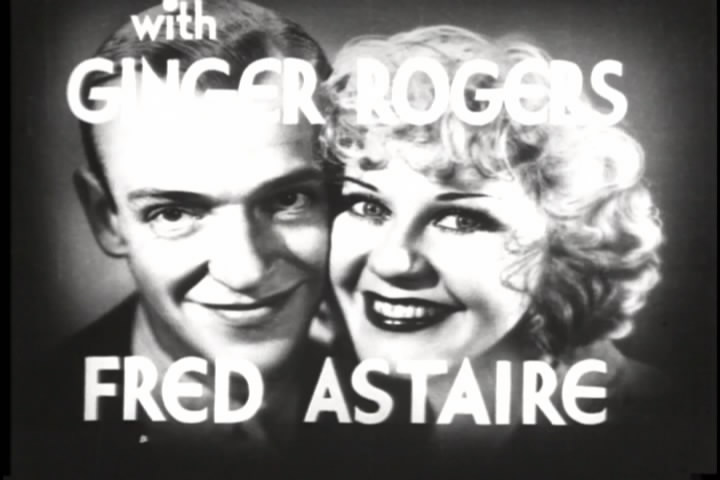
Fred Astaire et Ginger Rogers dans Carioca leur premier film.

Ginger Rogers — Virginia Katherine McMath pour l'état civil — naît à Independence dans le Missouri. Ses parents, Eddins McMath et Lela Owens McMath, se séparent peu de temps après sa naissance et sa mère l'emmène vivre chez ses grands-parents maternels à Kansas City. La séparation de ses parents est houleuse : ils se battent pour avoir la garde de leur fille, son père allant jusqu'à la prendre contre le consentement de sa mère. Après leur divorce, Ginger reste chez ses grands-parents, Walter et Saphrona Owens, pendant que Lela travaille à Hollywood puis à New York comme scénariste. Son surnom « Ginger » viendrait du fait que ses cousins, ayant du mal à prononcer Virginia, la surnomment Ginga.
Ginger a neuf ans lorsque sa mère se remarie à John Logan Rogers. Ginger prend à ce moment le nom de Rogers qui devient son nom de scène, mais ne le porte jamais légalement. Ils vivent à Fort Worth au Texas et Lela devient critique de théâtre pour un journal local, le Fort Worth Record. Adolescente, Ginger pense devenir institutrice, mais l'intérêt de sa mère pour le théâtre et Hollywood la font peu à peu entrer dans le monde du spectacle. Pendant qu'elle attend sa mère dans les coulisses du théâtre, elle prend l'habitude de danser et chanter à l'unisson des acteurs sur scène.

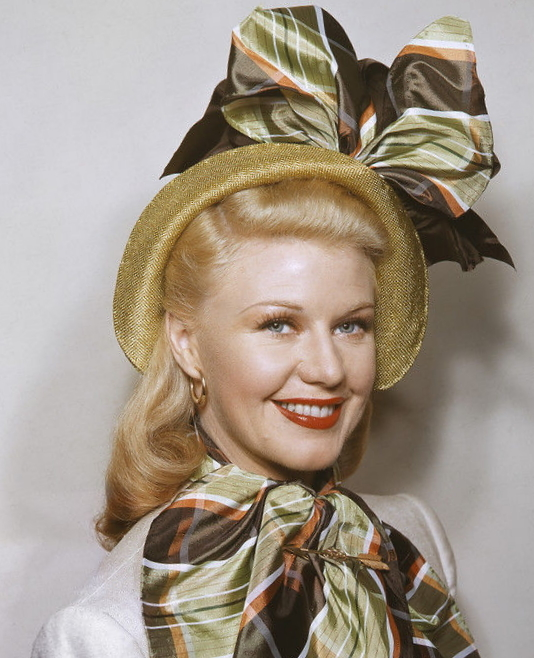
Ginger Rogers en 1945.

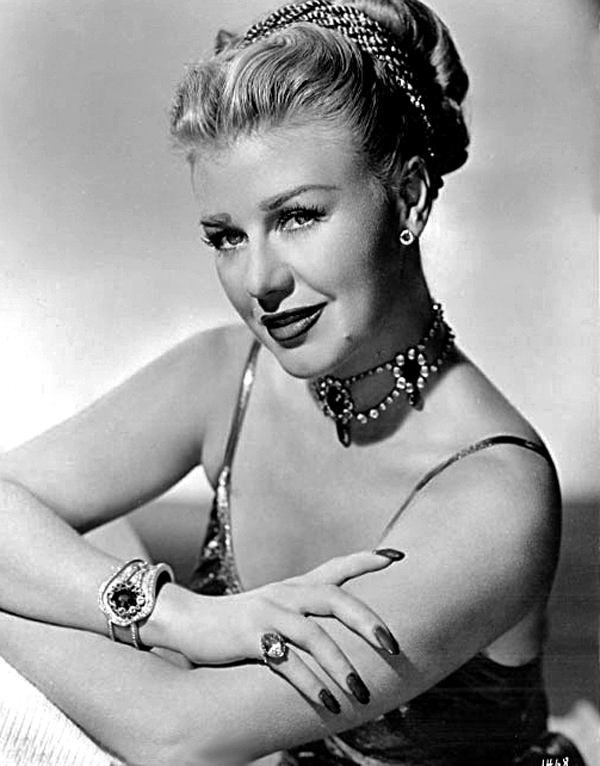
Ginger Rogers dans les années 1940.

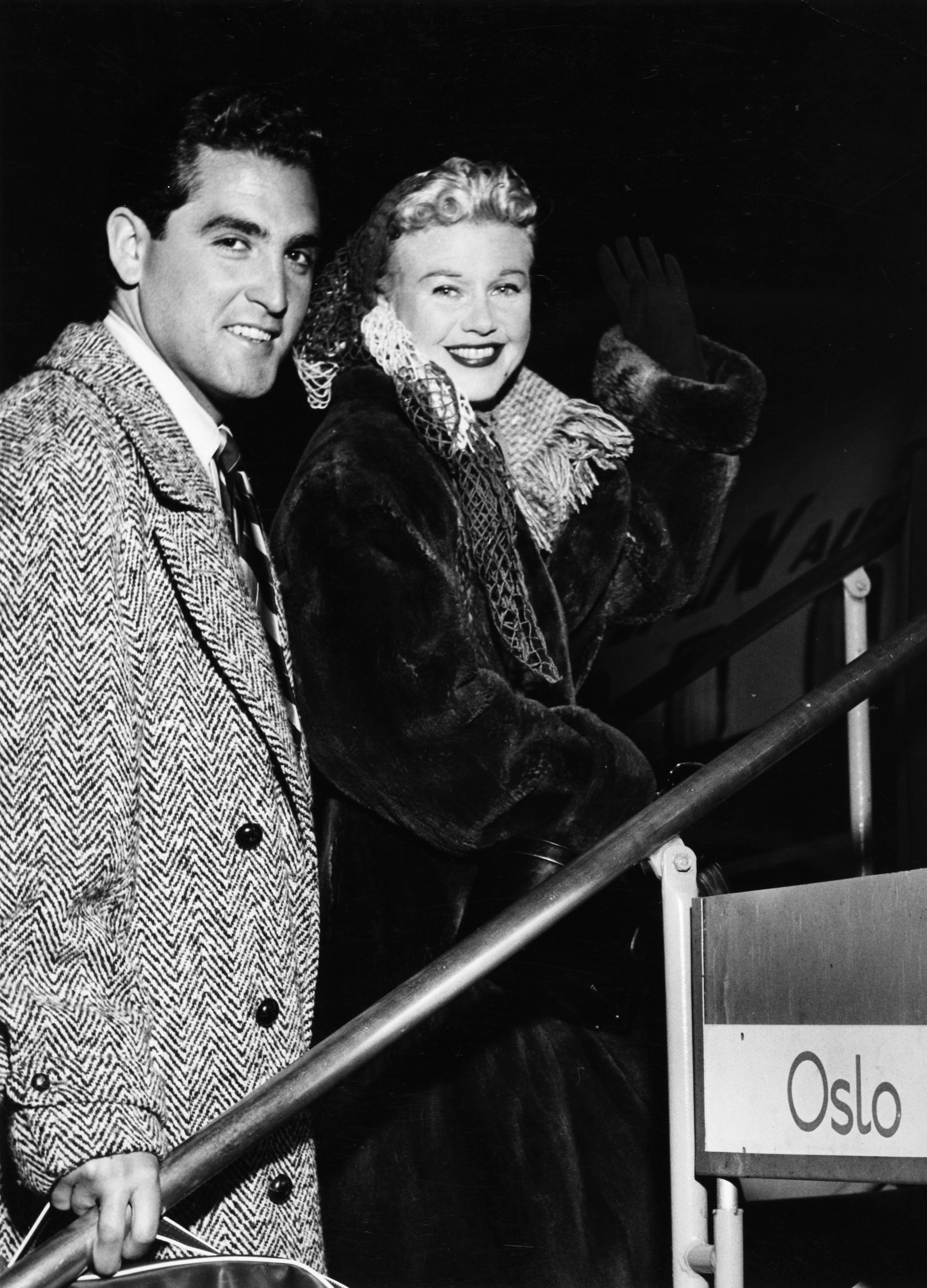
Ginger Rogers et son mari Jacques Bergerac dans les années 1950.

Sa carrière commence lorsqu'une troupe de vaudeville de passage à Fort Worth a besoin d'une doublure au pied levé. Elle se présente, gagne un concours de charleston et part avec la troupe. Sa mère l'accompagne et elles tournent pendant quatre ans. Lela divorce de John Rogers au cours de cette période. Lorsque la troupe atteint New York, Ginger y reste, travaillant à la radio où elle gagne sa vie en chantant. Elle fait ses débuts à Broadway le 25 décembre 1929 dans la comédie musicale Top Speed. Deux semaines plus tard, elle est engagée pour un rôle dans Girl Crazy de George et Ira Gershwin. Fred Astaire est engagé de son côté pour faire travailler les danseurs au niveau de la chorégraphie et il sort brièvement avec Ginger. Son apparition dans Girl Crazy fait d'elle une star du jour au lendemain alors qu'elle n'a que dix-neuf ans. Elle signe son premier contrat avec la Paramount pour une durée de sept ans en 1930.
Ginger Rogers rompt son contrat rapidement et part pour Hollywood avec sa mère. Lorsqu'elle arrive en Californie, elle signe un contrat pour trois films avec Pathé, qui n'ont que peu de succès. Elle continue à jouer et danser jusqu'en 1933 et obtient son premier vrai succès cinématographique avec le film 42e Rue qu'elle tourne pour Warner Brothers. Elle travaille ensuite avec la RKO et à cette occasion retrouve Fred Astaire dans Carioca (Flying Down to Rio).
À partir de ce moment naît le couple cinématographique Rogers/Astaire qui devient légendaire. Ils tournent ensemble dix films, dans lesquels ils dansent et chantent tous les deux. Si Ginger est restée dans toutes les mémoires pour cette partie de sa carrière, elle tourne pourtant dans plus d'une centaine de films et de courts métrages au cours des trois décennies qui suivent.
En 1941, Ginger Rogers remporte l'Oscar de la meilleure actrice pour sa prestation dans Kitty Foyle.
Elle achète en 1940 un ranch en Oregon, près de la Rogue River. Elle le nomme 4-R's (pour Rogers' Rogue River Ranch) et y vit avec sa mère pendant 50 ans. Elle le vend en 1990 pour s'installer à Medford, une ville voisine.

### Vie personnelle
Ginger Rogers s'est successivement mariée à :
- Jack Pepper (en) (de 1929 à 1931) ;
- Idylle avec Mervyn LeRoy (de 1932 à 1933) ;
- Lew Ayres (de 1934 à 1941) ;
- Jack Briggs (de 1943 à 1949) ;
- Jacques Bergerac (de 1953 à 1957) ;
- William Marshall (de 1961 à 1969).

## Filmographie
- 1929 : A Day of a Man of Affairs de Basil Smith (court métrage)
- 1930 : A Night in a Dormitory de Harry Delmar (en) (court métrage)
- 1930 : Campus Sweethearts de James Leo Meehan (court métrage)
- 1930 : Young Man of Manhattan de Monta Bell
- 1930 : The Sap from Syracuse (en) de A. Edward Sutherland
- 1930 : Queen High de Fred C. Newmeyer
- 1931 : Follow the Leader de Norman Taurog
- 1931 : Honor Among Lovers de Dorothy Arzner
- 1931 : The Tip-Off d'Albert S. Rogell
- 1931 : L'Étrange mission du Morlande (en) (Suicide Fleet) d'Albert S. Rogell
- 1932 : La Forêt en fête (Carnival Boat) d'Albert S. Rogell
- 1932 : The Tenderfoot (en) de Ray Enright
- 1932 : Le Treizième invité (The Thirteenth Guest) d'Albert Ray
- 1932 : Hat Check Girl de Sidney Lanfield
- 1932 : À tour de brasses (You Said a Mouthful) de Lloyd Bacon
- 1933 : 42e Rue (42nd Street) de Lloyd Bacon
- 1933 : Mystérieux Week-end (Broadway Bad) de Sidney Lanfield
- 1933 : Chercheuses d'or de 1933 (Gold diggers of 1933) de Mervyn LeRoy
- 1933 : Professional Sweetheart de William A. Seiter
- 1933 : Ne jouez pas avec l'amour (Don't Bet on Love) de Murray Roth
- 1933 : Un hurlement dans la nuit (A Shriek in the Night) d'Albert Ray
- 1933 : Idylle sous les toits (Rafter Romance) de William A. Seiter
- 1933 : Chance at Heaven de William A. Seiter
- 1933 : Sitting Pretty (en) de Harry Joe Brown
- 1933 : Carioca (Flying Down to Rio) de Thornton Freeland
- 1934 : Ondes d'amour (Twenty Million Sweethearts) de Ray Enright
- 1934 : L'Homme de quarante ans (Upperworld) de Roy Del Ruth
- 1934 : Filles d'Amérique (Finishing School) de George Nichols Jr. et Wanda Tuchock
- 1934 : Premier Amour (Change of heart) de John G. Blystone
- 1934 : La Joyeuse Divorcée (The Gay Divorcee) de Mark Sandrich
- 1935 : Romance in Manhattan de Stephen Roberts
- 1935 : Roberta de William A. Seiter
- 1935 : L'Étoile de minuit (Star of Midnight) de Stephen Roberts
- 1935 : Le Danseur du dessus (Top Hat) de Mark Sandrich
- 1935 : Je te dresserai (In Person) de William A. Seiter
- 1936 : En suivant la flotte (Follow the Fleet) de Mark Sandrich
- 1936 : Sur les ailes de la danse (Swing Time) de George Stevens
- 1937 : L'Entreprenant Monsieur Petrov (Shall We Dance) de Mark Sandrich
- 1937 : Pension d'artistes (Stage door) de Gregory La Cava
- 1938 : Mariage incognito (Vivacious Lady) de George Stevens
- 1938 : Vacances payées (Having Wonderful Time) d'Alfred Santell
- 1938 : Amanda (Carefree) de Mark Sandrich
- 1939 : La Grande Farandole (The Story of Vernon and Irene Castle) de Henry C. Potter
- 1939 : Mademoiselle et son bébé (Bachelor Mother) de Garson Kanin
- 1939 : La Fille de la Cinquième Avenue (5th Avenue Girl) de Gregory La Cava
- 1940 : Le Lys du ruisseau (Primrose Path) de Gregory La Cava
- 1940 : Kitty Foyle de Sam Wood
- 1940 : Double Chance (Lucky Partners) de Lewis Milestone
- 1941 : Ses trois amoureux (Tom Dick and Harry) de Garson Kanin
- 1942 : La Folle Histoire de Roxie Hart (Roxie Hart) de William Wellman
- 1942 : Six Destins (Tales of Manhattan) de Julien Duvivier
- 1942 : Uniformes et Jupons courts (The Major and the Minor) de Billy Wilder
- 1942 : Lune de miel mouvementée (Once Upon a Honeymoon) de Leo McCarey
- 1943 : Tender Comrade d'Edward Dmytryk
- 1944 : Les Nuits ensorcelées (Lady in the dark) de Mitchell Leisen
- 1944 : Étranges Vacances (I'll be seeing you) de William Dieterle
- 1945 : Week-end au Waldorf (Week-End at the Waldorf) de Robert Z. Leonard
- 1946 : Un cœur à prendre (Heartheat) de Sam Wood
- 1946 : L'Impératrice magnifique (Magnificent doll) de Frank Borzage
- 1947 : L'Homme de mes rêves (It Had to Be You) de Don Hartman et Rudolph Maté
- 1949 : Entrons dans la danse (The Barkleys of Broadway) de Charles Walters
- 1950 : Perfect Strangers de Bretaigne Windust
- 1950 : Storm warning de Stuart Heisler
- 1951 : Nuit de noces mouvementée (The Groom Wore Spurs) de Richard Whorf
- 1952 : Cinq Mariages à l'essai (We're Not Married!) d'Edmund Goulding
- 1952 : Chérie, je me sens rajeunir (Monkey Business) de Howard Hawks
- 1952 : Un grand séducteur (Dreamboat) de Claude Binyon
- 1953 : L'Éternel féminin (Forever female) de Irving Rapper
- 1954 : Meurtre sur la Riviera (Beautiful stangers) de David Miller
- 1954 : La Veuve noire (Black Widow) de Nunnally Johnson
- 1955 : Coincée (Tight spot) de Phil Karlson
- 1956 : La VRP de choc (The First Traveling Saleslady) de Arthur Lubin
- 1956 : L'Enfant du divorce (Teenage rebel) d'Edmund Goulding
- 1957 : Ma femme a des complexes (Oh, Men! Oh, Women!) de Nunnally Johnson
- 1964 : The Confession de William Dieterle
- 1965 : Harlow d'Alex Segal

## Distinctions
- WAMPAS Baby Stars 1932
- Oscars 1941 : Oscar de la meilleure actrice
- Hollywood Walk of Fame en 1960 (au 6772 Hollywood Boulevard)